# Hartselle
Hartselle – miasto w Stanach Zjednoczonych, w stanie Alabama, w hrabstwie Morgan. W roku 2023 miasto zamieszkiwało 15 875 osób, a gęstość zaludnienia wynosiła 412,3 osoby/km².